# توما الحكيم
توما الحكيم هو طبيب، ذكر في بعض المصادر التاريخية ويضرب به المثل في الجهل.
كان أبوه طبيبا وبعد وفاته ورث كتب أبيه وبدأ يشتغل بها. وكان يقرأ: «الحبة السوداء شفاء مِن كلّ داء»، وكان ذلك قبل دخول عصر تنقيط الأحرف، فأخطأ بقراءتها ووقع بالتصحيف، حيث استبدل كلمة «الحبة» بـ «الحية» فقرأها «الحية السوداء شفاء مِن كلّ داء»، وقيل أن كان يبحث عن حية سوداء فلدغته ومات وفي رواية قيل أنه تسبب بموت خَلق كثير.
وقد قال أبو حيان النحوي:
وقال آخر:
وفي رواية أخرى قيل أن توما الحكيم حث الناس على التصدق ببناتهم لغير المتزوجين صدقة لله، مثل الذي يتصدق بالطعام للجائع فقيل:
| تصدق بالبنات على البنين |  | يريد بذاك جنات النعيم |

كما جاء ذكره في «خلاصة الأثر في أعيان القرن الحادي عشر» للمحبي حيث قيل: